# Gal*Gun: Double Peace
Gal*Gun: Double Peace (ぎゃる☆がん だぶるぴーす?, Gyaru Gan Daburu Pīsu) è un videogioco del 2015 di genere sparatutto in prima persona, con una trama in stile visual novel.

## Trama
La storia ruota intorno ad Houdai, un giovane che viene colpito dalle frecce dell'amore lanciate da Ekoro, un angelo "cupido" che per superare un esame di promozione deve aiutare un umano a trovare l'amore. Tuttavia si intromette Kurona, una simpatica demonietta che deve superare un esame simile, con la differenza che deve fare dispetti agli umani. Avendo scoperto che il bersaglio di Ekoro è Houdai, Kurona prende di mira lo stesso bersaglio, anche se viene scoperta a sua insaputa. Ekoro allora decide di caricare eccessivamente le frecce dell'amore per prevenire magie anti-amore da parte della diavoletta. A questo punto Houdai diventa fonte di estrema attrazione per tutte le ragazze che lo vedono, ma c'è un problema: se non riuscirà a trovare il vero amore entro il tramonto l'effetto si invertirà e sarà odiato da tutti. Ekoro cerca allora di aiutare Houdai per riparare al suo errore. Le principali candidate a diventare fidanzate del protagonista sono due sorelle: Shinobu e Maya, amiche d'infanzia di Houdai e cacciatrici di demoni che stanno dando la caccia proprio a Kurona. Sono presenti più di venti finali alternativi, in base alle scelte e ad i livelli di relazione che si hanno con le ragazze.